# Claudiu Mark Draghici

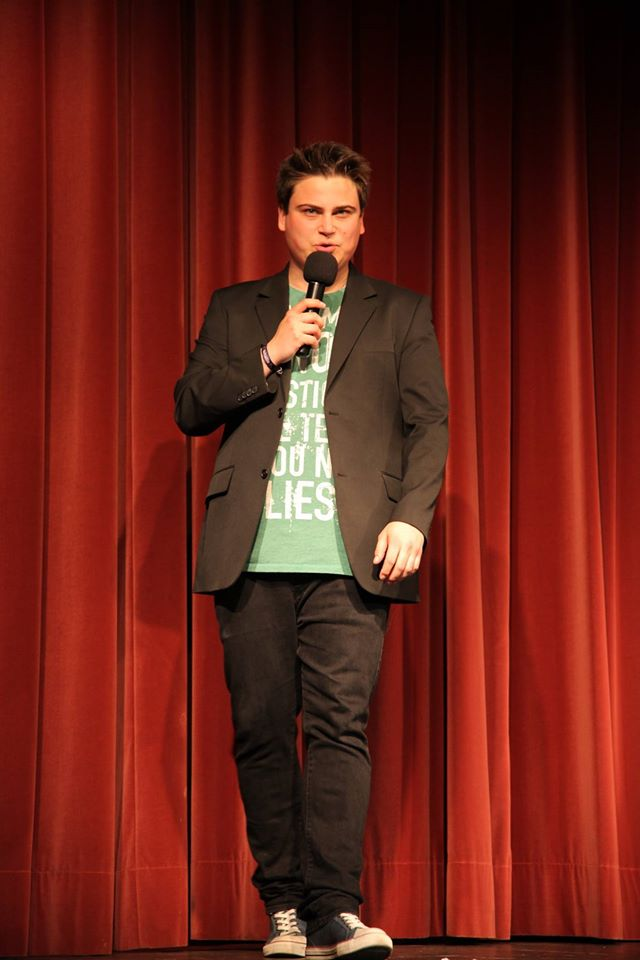
Claudiu Mark Draghici (2015)

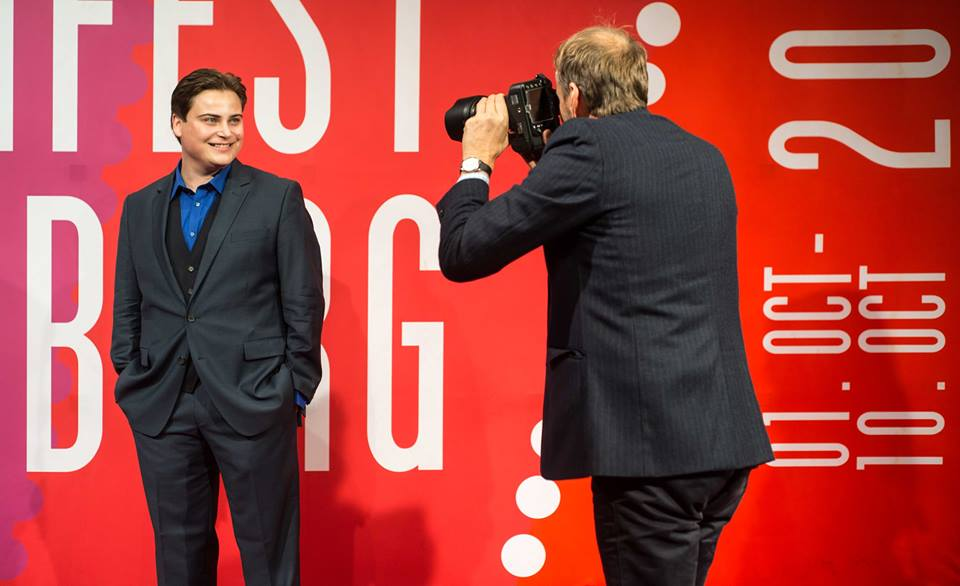
Claudiu Mark Draghici beim Filmfest Hamburg

Claudiu Mark Draghici (* 26. April 1986 in Timișoara, Rumänien) ist ein deutscher Schauspieler, Sprecher, Comedian und Improvisationskünstler.

## Leben
Geboren in Timisoara (Banat) und aufgewachsen in der fränkischen Schweiz machte er dort auch seine Schauspielausbildung und erlangte 2009 das Diplom zur Bühnenreife.
Seine erste Hauptrolle erlangte er 2014 neben Jannis Niewöhner in dem Kurzfilm Zehn Sekunden Himmel, der im 36. Kurzfilm-Wettbewerb des Max Ophüls Preis Filmfestival zu sehen war. Im Jahr darauf erhielt er eine Hauptrolle im Fernsehspielfilm Das Romeo-Prinzip, in welchem er unter anderem an der Seite von Alicia von Rittberg zu sehen war. In den nächsten Jahren stand er für verschiedene Film- und Fernsehproduktionen vor der Kamera wie z. B. Eltern und andere Wahrheiten, Die Pfefferkörner, Danowski-Blutapfel, Tatort – Borowski und das hungrige Herz  oder mit wiederkehrenden Rollen im Großstadtrevier und im Stralsund -Krimi
Im ZDF-Krimi Mordsschwestern – Verbrechen ist Familiensache gehört er neben Lena Dörrie, Caroline Hanke und Tamar Trasoglu zum Hauptcast und verkörpert den schrulligen Kriminaltechniker Dariusz „Dusi“ Kowalski. Ab Oktober 2024 ist die mittlerweile dritte Staffel im ZDF zu sehen. In dieser stößt Veronica Ferres zum Hauptcast dazu.
Im Kinofilm Rabiye Kurnaz gegen George W. Bush spielte er an der Seite von Meltem Kaptan, Alexander Scheer und Charly Hübner die Rolle des Kriminalkommissars Rainer Schartig. Das Drama von Andreas Dresen feierte seine Premiere auf der Berlinale 2022, wurde mit zwei silbernen Bären ausgezeichnet und erhielt zehn Nominierungen für den Deutschen Filmpreis. Im Oktober 2024 startete In Liebe, Eure Hilde in den Kinos, in dem Claudiu Mark Draghici an der Seite von u. a. Liv Lisa Fries erneut unter der Regie von Andreas Dresen mitwirkte.
Auch ist er auf verschiedenen Bühnen vor allem im Hamburger Raum zu sehen. So gehörte er unter anderem zum Ensemble der mit dem Rolf Mares Preis ausgezeichneten Inszenierung Maria Stuart von Regisseurin Mona Kraushaar am Ernst Deutsch Theater. 2019 spielte er den Walter, eine der Hauptrollen in der Uraufführung von Absolute Giganten nach dem gleichnamigen Spielfilm von Sebastian Schipper am Altonaer Theater. Im gleichen Jahr übernahm er eine Hauptrolle in Herbstgold am kleinen Hoftheater Hamburg. Die Inszenierung wurde für den Monica-Bleibtreu-Preis nominiert. Zudem ist er Ensemblemitglied des Hamburger Theaterschiffs und steht dort mit verschiedenen Comedy- und Kabarettprogrammen regelmäßig auf der Bühne.
Claudiu Mark Draghici arbeitet auch als Synchronsprecher und ist Teil von Freshtorge Live, einem Bühnen-Live-Programm von Youtube Star Freshtorge, mit dem sie 2022 und 2023 zusammen in Deutschland, Österreich und der Schweiz auf Tournee waren. Draghici ist mit der Schauspielerin und Sängerin Ebba Ekholm verheiratet. Im November 2021 kam eine gemeinsame Tochter auf die Welt. Sie leben in der Nähe von Hamburg.

## Filmografie
- 2014: Zehn Sekunden Himmel (Kurzfilm), Regie: Tobias Schönenberg
- 2015: Das Romeo-Prinzip (Fernsehfilm), Regie: Eicke Bettinga
- 2016: Eltern und andere Wahrheiten (Fernsehfilm), ARD, Regie: Maria von Heland
- 2018: Die Pfefferkörner (Fernsehserie), ARD, Regie: Andrea Katzenberger
- 2018: Dansowski – Blutapfel (TV-Film), ZDF, Regie: Markus Imboden
- 2021: Großstadtrevier (Fernsehserie), NDR, Regie: Bettina Schoeller-Bouju
- 2021: Tatort – Borowski und das hungrige Herz (TV-Film), NDR, Regie: Maria Solrun
- 2022: Almost Fly (Serie Netflix), Regie: Florian Gaag
- seit 2022: Mordsschwestern – Verbrechen ist Familiensache (Fernsehserie, 3 Staffeln), ZDF, Regie: Suki Maria Roessel, Ole Zapata, u. a.
- 2022: Stralsund – Der lange Schatten (TV-Film), ZDF, Regie: Lars Henning
- 2022: The Social Experiment (Kino), Regie: Pascal Schröder
- 2022: Rabiye Kurnaz gegen George W. Bush (Kino), Regie: Andreas Dresen
- 2022: Stralsund – Tote Träume (TV-Film), ZDF, Regie: Petra K. Wagner
- 2023: Bettys Diagnose (Fernsehserie), ZDF, Regie: Oliver Muth
- 2023: Hotel Mondial (Fernsehserie), ZDF, Regie: Oliver Muth
- 2023: Stralsund – Kaltes Blut (TV-Film), ZDF, Regie: Petra K. Wagner
- 2023: Stralsund – Schwarze Wassert (TV-Film), ZDF, Regie: Lars Henning
- 2023: Stralsund – Stille Wasser (TV-Film), ZDF, Regie: Ŝtêpán Altrichter
- 2023: Stralsund – Ablaufdatum (TV-Film), ZDF, Regie: Ziska Riemann
- 2024: In Liebe, Eure Hilde (Kino), Regie: Andreas Dresen

## Theater (Auswahl)
- 2010 Wie es euch gefällt, Sommernachtspiele Schloss Burgfarrnbach, Regie: Christian Schidlowsky
- 2013 4.48 Psychose, Prinzregententheater München (Akademietheater), Regie: Levin Handschuh
- 2013 1973 Paranoia, Prinzregententheater München (Akademietheater), Regie: Levin Handschuh
- 2014 Sonnenblumenhaus, Rote Flora Hamburg, Regie: Dan Thy Nguyen
- 2015 Der Sturm, Ernst-Deutsch-Theater, Regie: Mona Kraushaar
- 2018 Maria Stuart, Ernst-Deutsch-Theater, Regie: Mona Kraushaar
- 2018–2025 Hamburger werden in 90 Minuten, Theaterschiff Hamburg, Regie: Lutz von Rosenberg Lipinsky
- 2019 Absolute Giganten, Altonaer Theater, Regie: Georg Münzel
- 2019 Pension Schöller, Ernst-Deutsch-Theater, Regie: Harald Weiler
- 2019 Fünf Frauen und ein Mord – kleines Hoftheater Hamburg, Regie: Petra Behrsing
- 2020 Drei Männer und ein Baby – kleines Hoftheater Hamburg, Regie: Stefan Leonard
- 2020–2025 Hamburger werden – jetzt auch mit Speckgürtel, Theaterschiff Hamburg, Regie: Lutz von Rosenberg Lipinsky
- 2024 Generation XY ungelöst – Theaterschiff Hamburg, Regie: Michael Frowin

## Synchronrollen (Auswahl)
- 2012 Arne Dahl (TV)
- 2012 GSI – Spezialeinheit Göteborg (TV)
- 2013 Naruto (TV)
- 2014 Doki (TV)
- 2015 Bob’s Burgers (TV)
- 2015 Search Party (Film)
- 2015 A Blast (Film)
- 2015 Mako Mermaids (TV)
- 2015 H2O (TV)
- 2015 Degrassi: Die nächste Klasse (Netflix)
- 2018 To all the Boys I loved before (Netflix)
- 2019–2020 Power Rangers – Beast Morphers (Netflix)
- 2019 Stranger Things (Netflix)
- 2020 To all the boys: P.S. I still love you
- 2021 To all the boys: Always and Forever
- 2021–2022  How a realist hero rebuilt the kingdom